# Przejazd (województwo warmińsko-mazurskie)
Przejazd – kolonia w Polsce, w województwie warmińsko-mazurskim, w powiecie iławskim, w gminie Iława, przy drodze krajowej numer 16.
Do 2023 miejscowość była częścią wsi Mątyki.
Wchodzi w sołectwa Mątyki. Łącznie mieszka 8 rodzin.
W latach 1975–1998 Przejazd należał administracyjnie do województwa olsztyńskiego.